# Lijst van heilige en zalige jezuïeten
Onder de leden van de orde van de jezuïeten zijn de volgende heiligen:
- Ralph Ashley
- Jan Berchmans
- Robertus Bellarminus
- Andreas Bobola
- Franciscus Borgia
- Johannes de Britto
- Jean de Brébeuf
- Edmund Campion
- Petrus Canisius
- Noël Chabanel
- Petrus Claver
- Claude de la Colombière
- Peter Faber
- Aloysius Gonzaga
- Melchior Grodziecki
- Alberto Hurtado Cruchaga (1901-1952)
- Isaac Jogues
- Stanislaus Kostka
- Ignatius van Loyola
- Jozef Pignatelli
- Stephan Pongrácz
- José Maria Rubio y Peralta
- Franciscus Xaverius